# Кукунор (хребет)
Кукунор или Южнокукунорски (на китайски: 青海南山 — Цинхайнаншан)  е планински хребет в Западен Китай, в провинции Цинхай, в южната част на планинската система Наншан. Простира се от запад-северозапад на изток-югоизток на над 300 km, като ограничава от юг Кукунорската равнина. На запад се свързва с хребета Курлик Дабан, а на изток – с хребета Ама Сургу. Максималната му височина е 4120 m. Изграден е предимно от гранити и други кристалинни скали. В централната си част образува тясна и висока планинска верига със снежници и малки ледници. На запад и изток рязко се понижава, приемайки среднопланински облик. Преобладават сухостепните ландшафти с петна от храсти караган. Хребетът Кукунор е открит, първично изследван и картиран от известния руски пътешественик Николай Пржевалски през 1872 г.